# Канторато I (Кротоне)
Канторато I је насеље у Италији у округу Кротоне, региону Калабрија.
Према процени из 2011. у насељу је живело 166 становника. Насеље се налази на надморској висини од 30 м.